# Enrique García-Berro
Pour les articles homonymes, voir García.
Enrique García-Berro Montilla, né le 3 mars 1959 à Jaén (Espagne) et mort le 23 septembre 2017 à Sallent de Gállego (idem), est un astrophysicien espagnol. Il était un expert mondialement reconnu en astrophysique stellaire, en particulier dans la théorie des naines blanches et des supernovæ de type Ia.

## Vie et carrière
García-Berro a obtenu son diplôme de maîtrise en physique de l'Université de Barcelone en 1982 avec les plus grands honneurs. Il est allé à Barcelone pour poursuivre son doctorat avec Jordi Isern. Il a obtenu son doctorat en astrophysique théorique en 1987 cum laude.
En 1987, García-Berro a été nommé professeur associé en physique appliquée à l'Université polytechnique de Catalogne (UPC). En 2003, il a été promu professeur titulaire. De 2006 à 2013, il fut le vice-recteur de l'UPC. García-Berro a démontré qu'il était un administrateur compétent et a été nommé directeur du programme Serra Húnter, conçu pour attirer le personnel enseignant de classe mondiale dans les universités catalanes. García-Berro a également occupé le poste de directeur assistant de l'Institut d'études spatiales de Catalogne (IEEC) de 2002 à 2005.
García-Berro était marié à Isabel, biologiste à l'Université de Barcelone, et le couple a eu trois enfants : Aurora, Isabel et Ignacio. García-Berro était un athlète passionné et un grand amateur de sports de plein air. Il était un randonneur et un cycliste passionné.

## Recherche
García-Berro était un scientifique très productif et a fait un certain nombre de contributions importantes à la connaissance de l'évolution stellaire, avec un accent particulier sur les naines blanches. Lors d'un séjour à l'Université de l'Illinois à Urbana-Champaign, il a collaboré avec l'astrophysicien renommé Icko Iben sur la théorie des étoiles dont la masse initiale est comprise entre 9 et 11 fois celle du Soleil, juste à la limite entre les étoiles qui forment finalement des naines blanches et celles qui subissent un effondrement gravitationnel. Ensemble, ils ont publié une série d'articles qui restent des normes dans le domaine,.
Vers la fin de sa vie, García-Berro a réalisé des simulations tridimensionnelles pionnières de la fusion de naines blanches avec ses étudiants et ses collaborateurs. On pense que ces systèmes de naines blanches fusionnant produisent une gamme de systèmes stellaires intéressants, allant des naines blanches fortement magnétisées aux supernovæ de type Ia et aux étoiles variables de type R Coronae Borealis en passant par des sources d'ondes gravitationnelles.

## Décès
García-Berro est décédé lors d'un tragique accident d'escalade le 23 septembre 2017 sur les Picos del Inferno, dans les Pyrénées, près de Sallent de Gállego, en Espagne.